# (500162) 2012 EH17
(500162) 2012 EH17 es un asteroide perteneciente al cinturón de asteroides, descubierto el 12 de octubre de 2010 por el equipo del Mount Lemmon Survey desde el Observatorio del Monte Lemmon, Arizona, Estados Unidos.

## Designación y nombre
Designado provisionalmente como 2012 EH17.

## Características orbitales
2012 EH17 está situado a una distancia media del Sol de 2,378 ua, pudiendo alejarse hasta 2,639 ua y acercarse hasta 2,118 ua. Su excentricidad es 0,109 y la inclinación orbital 7,302 grados. Emplea 1340,12 días en completar una órbita alrededor del Sol.

## Características físicas
La magnitud absoluta de 2012 EH17 es 17,1.